# Pleurosicya coerulea
Pleurosicya coerulea är en fiskart som beskrevs av Larson, 1990. Pleurosicya coerulea ingår i släktet Pleurosicya och familjen smörbultsfiskar. Inga underarter finns listade i Catalogue of Life.